# Quảng Long, Quảng Xương
Quảng Long là một xã thuộc huyện Quảng Xương, tỉnh Thanh Hóa, Việt Nam.

## Địa giới hành chính
Xã Quảng Long nằm ở phía tây của huyện Quảng Xương.
- Phía đông giáp các xã Quảng Hòa và Quảng Văn, huyện Quảng Xương.
- Phía nam giáp xã Quảng Văn, huyện Quảng Xương và xã Tế Tân, huyện Nông Cống.
- Phía tây giáp xã Hoàng Giang, huyện Nông Cống.
- Phía bắc giáp các xã Quảng Yên và Quảng Hòa, huyện Quảng Xương.

## Lịch sử hành chính
Vùng đất thuộc xã Quảng Long ngày nay, vào đầu thế kỉ 19 thuộc tổng Văn Trinh, huyện Ngọc Sơn, phủ Tĩnh Gia, nội trấn Thanh Hóa, đến đời Đồng Khánh tổng Văn Trinh tách thành hai tổng là Văn Trinh và Ngọc Đới. Cuối thế kỉ 19 (sau đời vua Đồng Khánh), hai tổng này chuyển về huyện Quảng Xương cùng phủ Tĩnh Gia, tỉnh Thanh Hóa.
Sau năm 1945, thuộc hai xã Đề Thám và Cao Thắng. Năm 1948, hai xã này cùng với xã Thái Học sáp nhập thành xã Quảng Văn.
Năm 1954, tách một phần lãnh thổ xã Quảng Văn để thành lập xã Quảng Long, tên gọi Quảng Long xuất hiện từ đây. Xã Quảng Long lúc này có 5 làng:
- Làng Lộc Long: tên nôm là làng Sòng, đầu thế kỉ 19 là thôn Lộc Long thuộc xã Thiều Xuyên, tổng Văn Trinh. Từ năm 1945 đến năm 1948 thuộc xã Cao Thắng.
- Làng Bái Đông: đầu thế kỉ 19 là thôn Bái Đông thuộc xã Thiều Xuyên, tổng Văn Trinh. Từ năm 1945 đến năm 1948 thuộc xã Cao Thắng.
- Làng Thổ Ngõa: cuối thế kỉ 19 (thời Đồng Khánh) thuộc xã Thiều Xuyên, tổng Văn Trinh. Sau năm 1945 thuộc xã Thái Học. Từ năm 1945 đến năm 1948 thuộc xã Cao Thắng.
- Làng Lộc Xá: chia tách từ làng Lộc Long vào cuối thế kỉ 19. Từ năm 1945 đến năm 1948 thuộc xã Cao Thắng.
- Làng Xuân Bảng: tên gọi có từ thời Đồng Khánh, thuộc tổng Ngọc Đới. Từ năm 1945 đến năm 1948 thuộc xã Đề Thám.

Năm 1990, xã Quảng Long có thêm các làng: Long Thọ, Long Đại và Long Thành.
Từ xa xưa trên địa bàn xã này có tuyến kênh Nhà Lê nối từ  kinh đô Hoa Lư đến Đèo Ngang đi qua, là tuyến đường thủy đầu tiên trong lịch sử Việt Nam và được coi là tuyến đường Hồ Chí Minh trên sông vì những đóng góp cho các cuộc chiến tranh của người Việt (hiện là một đoạn của sông Yên theo tên gọi địa phương).